# Foyle's War
Foyle's War es una serie de televisión dramática británica creada por el guionista y autor Anthony Horowitz, que estuvo ambientada durante y poco después de la Segunda Guerra Mundial, y fue transmitida por la ITV del 27 de octubre de 2002 hasta el 18 de enero de 2015. La serie fue cancelada originalmente en 2007, pero numerosas quejas y la demanda pública positiva impulsaron a reactivar el programa después de índices de audiencia exitosos en la quinta temporada, que fue emitida en 2008.
El 12 de enero de 2015, ITV anunció que no se pondrían más episodios en marcha debido a los altos costos de producción y su intención de emitir comisiones de teatro originales. El último episodio fue transmitido el 18 de enero de 2015.

## Historia
Es 1940 y Gran Bretaña se encuentra sola contra el poder de la Alemania nazi a través del continente europeo. Los terrores nocturnos de los bombardeos sólo se comparan con el miedo y la histeria de la población que piensa que la invasión alemana es inminente. En este ambiente trabaja el comisario en jefe Christopher Foyle de la policía de Hasting en Inglaterra quien pronto se ve obligado a enfrentar los actos más oscuros de la humanidad.
Junto a su piloto oficial Samantha "Sam" Stewart y el detective sargento Paul Milner, Foyle investiga asesinatos, saqueos, robos y crímenes de oportunismo, de guerra, de pasión y de avaricia.

## Personajes

### Personajes principales
| Actor             | Personaje                   | Ocupación                                             | Episodios | Duración    |
| ----------------- | --------------------------- | ----------------------------------------------------- | --------- | ----------- |
| Michael Kitchen   | Christopher Foyle           | Detective Superintendente en Jefe                     | 28        | 2002 - 2015 |
| Honeysuckle Weeks | Samantha Stewart-Wainwright | Conductora de la Policía                              | 28        | 2002 - 2015 |
| Ellie Haddington  | Hilda Pierce                | Oficial de Operaciones Especiales en Conjunto del MI5 | 9         | 2003 - 2015 |
| Daniel Weyman     | Adam Wainwright             | Miembro del Parlamento                                | 6         | 2013 - 2015 |
| Tim McMullan      | Arthur Valentine            | Miembro del MI5                                       | 6         | 2013 - 2015 |
| Rupert Vansittart | Sir Alec Myerson            | Miembro del MI5                                       | 5         | 2013 - 2015 |

### Antiguos personajes principales
| Actor               | Personaje            | Ocupación                                  | Episodios | Duración    |
| ------------------- | -------------------- | ------------------------------------------ | --------- | ----------- |
| Anthony Howell      | Paul Milner          | Detective Inspector                        | 21        | 2002 - 2010 |
| Julian Ovenden      | Andrew Foyle         | Corredor de Bolsa / exmilitar              | 7         | 2002 - 2008 |
| Jay Simpson         | Sgt. Ian Brooke      | Sargento de la Policía                     | 7         | 2006 - 2008 |
| Geoffrey Freshwater | Eric Rivers          | Sargento de la Policía                     | 5         | 2003 - 2004 |
| Mali Harries        | Jane Milner          | 1.ª Esposa de Milner                       | 4         | 2002 - 2007 |
| Max Brown           | Adam Wainwright      | -                                          | 3         | 2010        |
| Michael Simkins     | Hugh Reid            | Superintendente                            | 3         | 2002        |
| Martin Turner       | Turner               | Comandante                                 | 2         | 2003 - 2004 |
| Fergus Webster      | Fisher               | Oficial de Policía                         | 2         | 2002        |
| Polly Maberly       | Edith Ashford-Milner | 2.ª Esposa de Milner                       | 2         | 2008, 2010  |
| Brian Poyser        | Rev. Aubrey Stewart  | Vicario                                    | 2         | 2004, 2008  |
| Tony Turner         | ARP Parkins          | Guardián Antiaéreo                         | 2         | 2004, 2007  |
| Jay Benedict        | John Kiefer          | Mayor del Ejército Estadounidense          | 2         | 2006, 2008  |
| Jonah Lotan         | Joe Farnetti         | Soldado de 1.ª clase de los Estados Unidos | 2         | 2006        |
| Corin Redgrave      | Alistair Rose        | Comisionado Adjunto                        | 2         | 2003, 2004  |

## Episodios
Las primeras seis temporadas se establecen durante la Segunda Guerra Mundial en Hastings, Sussex, Inglaterra en donde el detective inspector en jefe Christopher Foyle intenta atrapar a los criminales que intentan aprovecharse de la confusión que la guerra ha creado. Foyle cuenta con el apoyo de Sam Stewart, su conductora y su subordinado Paul Milner. A partir de la séptima temporada Foyle se retira y comienza a trabajar para el MI5, navegando por el mundo del espionaje de la Guerra Fría.
- La primera, segunda y tercera temporadas estuvieron conformadas por 4 episodios.
- La cuarta temporada estuvo conformada por 4 episodios y se dividió en dos partes.
- Las quinta, sexta y séptima temporadas estuvieron conformadas por 5 episodios.
- Finalmente la última temporada estuvo conformada por 3 episodios.

## Premios y nominaciones
| Año  | Categoría              | Premio                    | Nominados (as)              | Resultado |
| ---- | ---------------------- | ------------------------- | --------------------------- | --------- |
| 2004 | Best Drama Series      | BAFTA TV Award            | Foyle's War                 | Nominado  |
| 2004 | Best Production Design | BAFTA TV Award            | Claire Kenny y Maurice Cain | Nominados |
| 2004 | Most Popular Newcomer  | National Television Award | Honeysuckle Weeks           | Nominada  |
| 2003 | -                      | Lew Grade Award           | Foyle's War                 | Ganó      |

## Producción
La serie fue creada por el guionista y autor Anthony Horowitz  y comisionada por la ITV después de que la serie Inspector Morse llegara a su fin en el 2000. Contó con la participación de los directores Jeremy Silberston, Stuart Orme, Gavin Millar, Tristram Powell, Andy Hay, David Thacker, Simon Langton y David Richards, en la producción de Jill Green y de los ejecutivos Jill Green, Keith Thompson del 2004 hasta el 2006 y con Simon Passmore del 2002 al 2003.
La música inicial de la serie estuvo bajo el cargo de Jim Parker.  
Simon Shaps, entonces director de programas de la ITV, canceló Foyle's War en 2007, pero numerosas quejas y la demanda pública positiva impulsaron al siguiente director de ITV, Peter Fincham, para reactivar el programa después de que obtuviera índices de audiencia exitosos durante la quinta temporada,  transmitida en 2008. Finalmente el 12 de enero del 2015 la ITV anunció que la serie no tendría más episodios debido a los altos costos de la producción, el último episodio fue transmitido el 18 de enero del 2015.

### Emisión en otros países
La serie comenzó a transmitirse en toda África en el 2009 por medio del servicio de pago "DStv" en Universal Channel.
| País           | Título | Cadenas     | Fecha de Inicio | Fecha de Finalización |
| -------------- | ------ | ----------- | --------------- | --------------------- |
| Australia      | -      | ABC         | -               | -                     |
| Estados Unidos | -      | PBS Netflix | -               | -                     |
| Finlandia      | -      | YLE1        | -               | 2016                  |
| Suecia         | -      | TV8.se.     | -               | -                     |
| Sudáfrica      | -      | Stv         | -               | -                     |